# Lauter (Neckar)
Die Lauter oder Lenninger Lauter ist ein rechter Nebenfluss des Neckars und entspringt am Trauf der Schwäbischen Alb.

## Geographie

### Verlauf

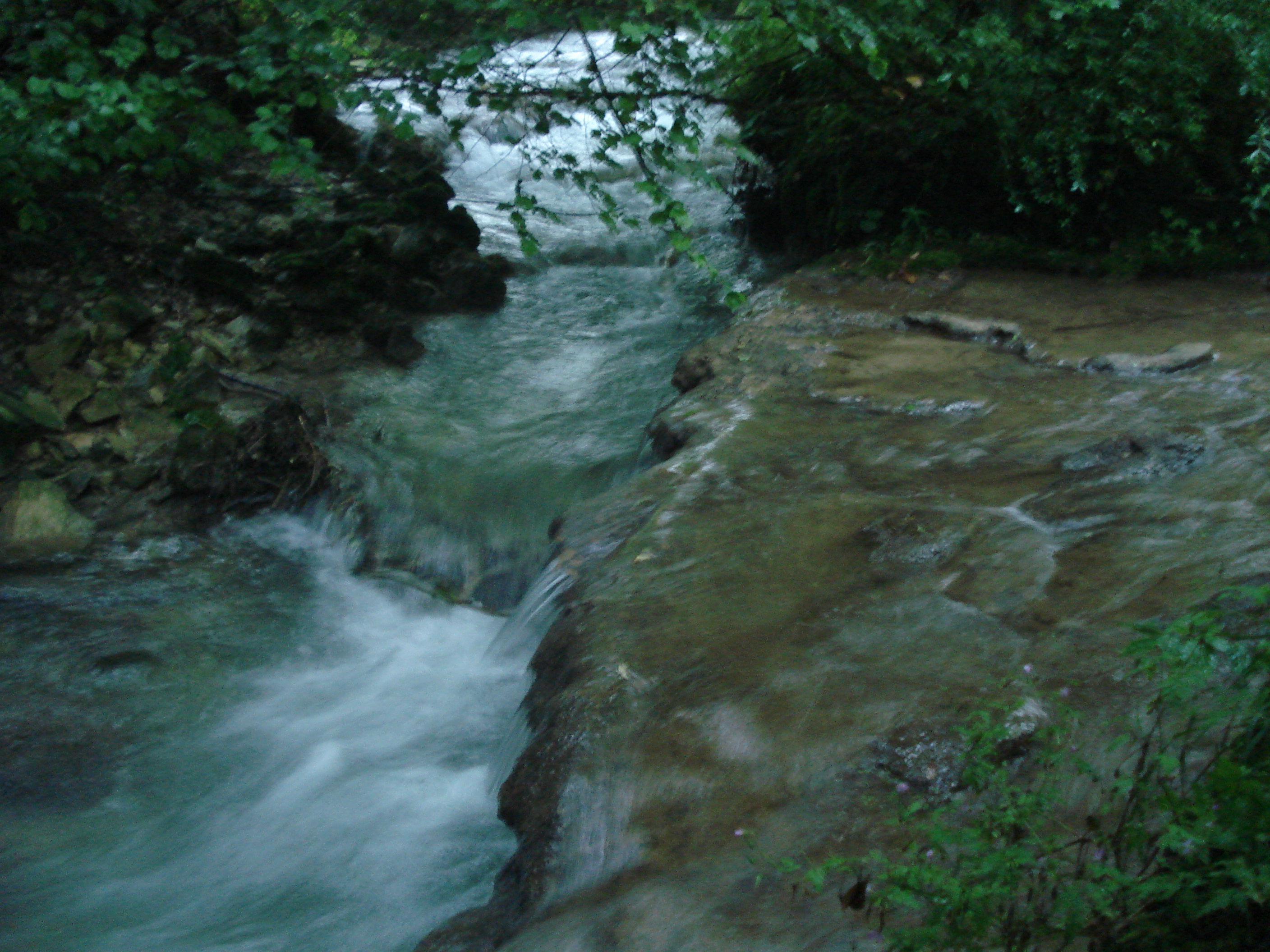
Zusammenfluss von Weißer (links) und Schwarzer Lauter (rechts)

Die Lauter bildet sich aus dem Zusammenfluss der Weißen Lauter, die östlich Gutenberg entspringt und der Schwarzen Lauter, die in Schlattstall entspringt. Beide Bäche werden aus mehreren Quellen am jeweiligen Talrand gespeist. Die Orte gehören zum Landkreis Esslingen.
Sie durchfließt die Gemeinden Lenningen, Owen, Dettingen unter Teck, Kirchheim unter Teck und Wendlingen am Neckar. Ihr bedeutendster Zufluss ist die Lindach bei Kirchheim. Die Lauter mündet nach einer Fließstrecke von 27,5 km bei Wendlingen am Neckar in den Neckar.

### Einzugsgebiet
Die Lenninger Lauter entwässert ein Gebiet von 191,2 km² Größe in etwa nordwestlicher Richtung zum mittleren Neckar, das naturräumlich gesehen beidseits des Albtraufs Anteil hat an der Mittleren Kuppenalb am oberen und am Mittleren Albvorland am unteren Lauf. Am Albaustritt der Lauter selbst und mehr noch an dem ihres einzugsgebietsreicheren rechten Unterlaufzuflusses Lindach, in dessen Zulaufrichtung sie an dessen Mündung schwenkt, haben ihre Gewässer große Stufenrandbuchten geschaffen.
Die Wasserscheide verläuft, von der Mündung beginnend, an der Ostseite schon bald gegen das Einzugsgebiet des nahen abwärtigen Neckarzuflusses Fils. Erst weit im Süden bei Donnstetten knickt die Scheidelinie nach Westen ab, auf einem nur wenige Kilometer langen Stück bis zum Römerstein läuft sie nun auf der Europäischen Hauptwasserscheide gegen das Entwässerungsgebiet der Donau, in das der ferne Blau-Zufluss Ach den jenseitigen oberirdischen Abfluss der zumeist bachlosen Albhochfläche abführt. Danach grenzt auf einem weiteren kurzen Stück im Süden und einem längeren im Südwesten das Einzugsgebiet der nun wiederum zum Neckar laufenden Erms an, die dann ihrerseits bis zur Mündung im Westen und Nordwesten als Konkurrent abgelöst wird durch nacheinander die Steinach, den Tiefenbach und schließlich den Talbach.
Die höchste Erhebung im Einzugsgebiet ist der bis 874 m ü. NHN aufragende Römerstein an der südlichen Wasserscheide entlang dem dortigen Albtrauf. Auch noch an zwei anderen Stellen, wo die Wasserscheide dem Albtrauf folgt, läuft sie über Höhen von über 800 m ü. NHN, nahe beim Boßler (806 m ü. NHN) und nahe am Römerstein auf der Albe (812 m ü. NHN). Der nordwestliche Albausläufer zwischen den Traufbuchten von Lauter und Lindach im Inneren des Einzugsgebietes ragt auf der Asch  bis in eine Höhe von 822 m ü. NHN und auf dem Auchtert bis auf eine von 814 m ü. NHN.

### Zuflüsse
Liste der direkten Zuflüsse der Lauter und ihrer zwei Quelläste von der Quelle zur Mündung. Gewässerlänge Einzugsgebiet und Höhe nach den entsprechenden Layern auf der Onlinekarte der LUBW. Andere Quellen für die Angaben sind vermerkt.
Zusammenfluss der Lauter aus ihren Quellflüssen Weiße und Schwarze Lauter auf etwa 480 m ü. NHN an der Kläranlage zwischen Lenningen-Gutenberg und Lenningen-Oberlenningen.
- Weiße Lauter, rechter und östlicher Oberlauf, 2,9 km und 14,9 km². Entspringt auf etwa 562,6 m ü. NHN[LUBW 1] dem Lauterursprung bei Lenningen-Gutenberg.
  - Donntalbach, von links und Südwesten auf etwa 501,5 m ü. NHN[LUBW 1] westlich von Gutenberg, 2,6 km und 5,1 km². Entsteht auf etwa 680 m ü. NHN südöstlich der Ruine Sperberseck.
- Schwarze Lauter, linker und südlicher Oberlauf, 1,8 km und 17,2 km². Entspringt auf etwa 505 m ü. NHN[LUBW 1] der Lauterquelle bei Lenningen-Schlattstall. Mit längerem linkem Oberlauf Seltenbach.
  - (Zufluss aus dem Schlattstatter Goldloch), von rechts und Süden auf etwa 500 m ü. NHN in Schlattstall, 0,2 km und ca. 0,1 km².[LUBW 6] Das Schlattstaller Goldloch ist eine Karstquelle am Unterhang in etwa selber Höhe wie die Lauterquelle der Schwarzen Lauter.
  - Seltenbach, von links und Südwesten auf etwa 497 m ü. NHN in Schlattstall, 1,9 km und ca. 13,6 km².[LUBW 6] Entsteht auf bis zu 560 m ü. NHN im Talkessel In der Schrecke südsüdöstlich von Grabenstetten.
- Bergwiesenlauter, von links und Südosten auf etwa 472 m ü. NHN etwa einen halben Kilometer nach dem Zusammenfluss der Lauter-Oberläufe, 0,9 km und ca. 0,4 km².[LUBW 6] Zweigt an der           B 465 am linken Talrand des Lenninger Tals auf etwa 481 m ü. NHN nach links von der Schwarzen Lauter ab.
- Tobelbach, von rechts und Osten auf unter 450 m ü. NHN in Oberlenningen, 1,5 km und 3,5 km². Entsteht auf über 640 m ü. NHN im Tobeltal östlich von Oberlenningen
- Weilbach, von links und Süden auf unter 500 m ü. NHN in Oberlenningen, 1,1 km und 0,8 km². Entsteht periodisch auf bis zu 520 m ü. NHN und dann dem Hirschtalbröller oder Höllloch am Talhang südlich von Oberlenningen.
- (Bach aus dem Kellental), von links und Westen auf etwa 429 m ü. NHN unter der Ruine Sulzburg am Südrand von Lenningen-Unterlenningen, 2,0 km und 1,7 km². Entsteht auf etwa 670 m ü. NHN unterm Abschnitt des Heidengrabens nördlich von Erkenbrechtsweiler.
- Brühlbach, von rechts und Osten auf etwa 423 m ü. NHN in Unterlenningen nach der Lauterbrücke der B 465, 1,0 km und 0,8 km². Entsteht auf über 460 m ü. NHN am Ostrand von Unterlenningen.
- Ehnisbach, von rechts und Nordosten auf etwa 421 m ü. NHN an der Brücke bei der Brunnenstraße in Unterlenningen, 2,1 km und 2,5 km². Entspringt auf etwa 530 m ü. NHN unterhalb der Ruine Rauber.
- Krötenbach, von rechts und Osten auf 395,2 m ü. NHN[LUBW 1] in Lenningen-Brucken, 1,5 km und ca. 1,6 km².[LUBW 6] Entspringt auf etwa 505 m ü. NHN östlich des Bühls.
- Wehrbach, von links und Südwesten auf unter 385 m ü. NHN verdolt an der Lauterbrücke der Beurener Straße in Owen, 2,2 km und 1,3 km². Entsteht auf unter 525 m ü. NHN am Nordhang der Bassgeige.
- Kleine Lauter, linker Teilungslauf von vor Brucken (405,6 m ü. NHN[LUBW 1]) bis nach Owen (etwa 385 m ü. NHN), 2,1 km und ca. 1,3 km².[LUBW 6] Quert zuletzt den Wehrbach.
- Stadtgraben, von rechts und Nordosten auf unter 365 m ü. NHN in Owen, 1,1 km und ca. 0,6 km².[LUBW 6] Entsteht auf unter 500 m ü. NHN unter der Burg Teck.
- Säubadbach, von links und Südwesten auf unter 380 m ü. NHN vor der Brücke der Schießhüttestraße in Owen, 1,1 km und ca. 0,6 km².[LUBW 6] Entsteht auf unter 420 m ü. NHN im Gewann Säubad.
- (Zufluss aus dem Gewann Eichenholzteich), von links und Westen auf 372,8 m ü. NHN[LUBW 1] gegenüber den Sportplätzen am Nordrand Norden Owens, 0,7 km und ca. 0,2 km².[LUBW 6] Entsteht auf etwa 425 m ü. NHN im Muldengewann Eichenholzteich.
- Wittumbach, von rechts und Osten auf etwa 370 m ü. NHN kurz vor der Kläranlage nach Owen, 1,9 km und ca. 0,7 km².[LUBW 6] Entsteht auf etwa 500 m ü. NHN am Südhang des Hohenbols.
- (Waldrandgraben), von links und Westen auf etwa 370 m ü. NHN gegenüber der Owener Kläranlage, 0,7 km und ca. 0,2 km².[LUBW 6] Entsteht auf unter 420 m ü. NHN am Südrand des Dettinger Gemeindewaldes.
- (Bach aus dem Fahrtobel), von links und Nordwesten auf 361,9 m ü. NHN[LUBW 1] gegenüber den Oberen Wasserwiesen, 1,4 km und ca. 1,1 km².[LUBW 6] Entsteht auf etwa 440 m ü. NHN unterm Dettinger Käppele.
- (Bach am Schwefelbrunnen vorbei), von links und Westen auf unter 355 m ü. NHN gegenüber dem Südwestrand von Dettingen unter Teck, 1,1 km und ca. 0,7 km².[LUBW 6] Entspringt auf etwa 430 m ü. NHN dem Lichtenbergbrunnen unter dem namengebenden Käppele-Ausläufer.
- Eulengreutgraben, von links und Südwesten auf etwa 395 m ü. NHN in Dettingen, 1,2 km und ca. 0,5 km².[LUBW 6] Entsteht auf etwa 405 m ü. NHN unterm Sonnenberg.
- Lindach, von rechts und Südosten auf unter 305 m ü. NHN in Kirchheim unter Teck, 16,7 km und 100,6 km².[LUBW 4] Entsteht als Pfannenbach auf knapp 600 m ü. NHN südlich von Neidlingen. Größter Zufluss mit einem Einzugsgebiet, das dasjenige der Lauter bis dorthin (72,3 km².[LUBW 4]) merklich übertrifft. An diesem Zufluss wechselt die Lauter ihre Abflussrichtung von zuvor Nord auf Nordwest, womit sie die der zufließenden Ĺindach fortsetzt.
- Kegelsbach, von links und Süden auf etwa 292 m ü. NHN, 6,8 km und 5,9 km². Entsteht auf unter 460 m ü. NHN westlich von Dettingen am Schnarrenberg. Kreuz kurz vor der Mündung den folgenden.
- Fabrikkanal, von links auf unter 290 m ü. NHN in Ötlingen, 2,5 km. Geht kurz nach dem Zufluss der Lindach in Kirchheim von der Lauter ab.
- Dupiggraben, von links und Süden auf etwa 279 m ü. NHN nach Ötlingen, 2,6 km und 1,9 km². Entsteht auf etwa 343 m ü. NHN am Waldrand westlich von Lindorf.
- Speckbach, von links und Süden auf etwa 278 m ü. NHN gleich nach dem vorigen, 1,0 km und 0,7 km². Entsteht auf etwa 310 m ü. NHN am Nordrand des Waldes Rübholz.

Mündung der Lauter von rechts und Südosten auf über 252,8 m ü. NHN bei Wendlingen in den mittleren Neckar. Der Bach ist hier ab dem Lauterursprung des längeren rechten Oberlaufs Weiße Lauter 25,8 km, ab dem Zusammenfluss mit der Schwarzen Lauter auf dem Namenslauf 22,9 km lang. Er hat ein 191,6 km² großes Einzugsgebiet.

## Natur und Schutzgebiete
Im Einzugsbereich der Lauter gibt es etwa ein Dutzend Naturschutzgebiete.
- Das mit fast 6 km² größte darunter mit dem Namen Oberes Lenninger Tal mit Seitentälern umfasst – die Orte Gutenberg und Schlattstatt ausgenommen – im Wesentlichen die tief in den Albkörper eingeschnittenen Täler der beiden Quellflüsse. Der dem rechten, der Weißen Lauter, von Süden zulaufende Donntalbach, fließt an seinem Unterlauf über Kalktuff-Bachterrassen.
- Das Naturschutzgebiet Tobeltal mit Mittagsfels und Wielandstein liegt östlich von Lenningen und umfasst das Tal des Tobelbachs und angrenzende Albhochfläche. Um das obere Talende zieht sich ein Kranz aus Weißjurafelsen, die den Hangwald überragen.
- Östlich von Owen umfasst das Naturschutzgebiet Teck die Mittel- und Oberhänge des bekannten Zeugenbergs Teckberg der Schwäbischen Alb, die nach Westen zur Lauter, nach Osten zum Gießnaubach abfallen. In landschaftstypischer Art liegen unter dem waldgekrönten Bergkamm Heiden und Obstwiesen.
- Das kleine Naturschutzgebiet Nägelestal liegt unmittelbar am Südwestrand von Kirchheim unter Teck und zeigt ein Mosaik aus Ackerflächen, Streuobstwiesen, Ödland und Auenflächen des dort von einer Baumgalerie gesäumten Kegelsbachs.
- Das Naturschutzgebiet Schopflocher Torfmoor auf der Albhochfläche schützt die Reste des einzigen Hochmoors der Alb, das durch früheren Torfabbau sehr beeinträchtigt ist.

Die übrigen Naturschutzgebiete liegen ganz im Teileinzugsbereich der Lindach.
Es gibt auch viele Landschaftsschutzgebiete im Einzugsbereich der Lauter. Im nördlichen, verstädterten Bereich bestehen sie aus oft zersplitterten Kleinflächen, im südlichen umfassen sie, soweit nicht bereits als Naturschutzgebiet ausgewiesen, den überwiegenden Teil der Albtälern und -höhen.
Oberhalb von Oberlenningen liegen das Tal und alle Nebentäler der Lauter in einem großen Wasserschutzgebiet. Kleinere dem Grundwasserschutz dienende Gebiete liegen auch im Neidlinger Tal der Lindach sowie weiter nördlich im Einzugsgebiet.

## Geschichte
Bereits die Kelten durchstreiften das Lautertal auf ihrer Nahrungssuche. In der Antike errichteten die Römer in den Niederungen der Talaue einen Limes (Lautertal-Limes) und ein Kastell (Kastell Dettingen unter Teck) zu dessen Schutz.

## Bilder von der Lauter und Seitentälern

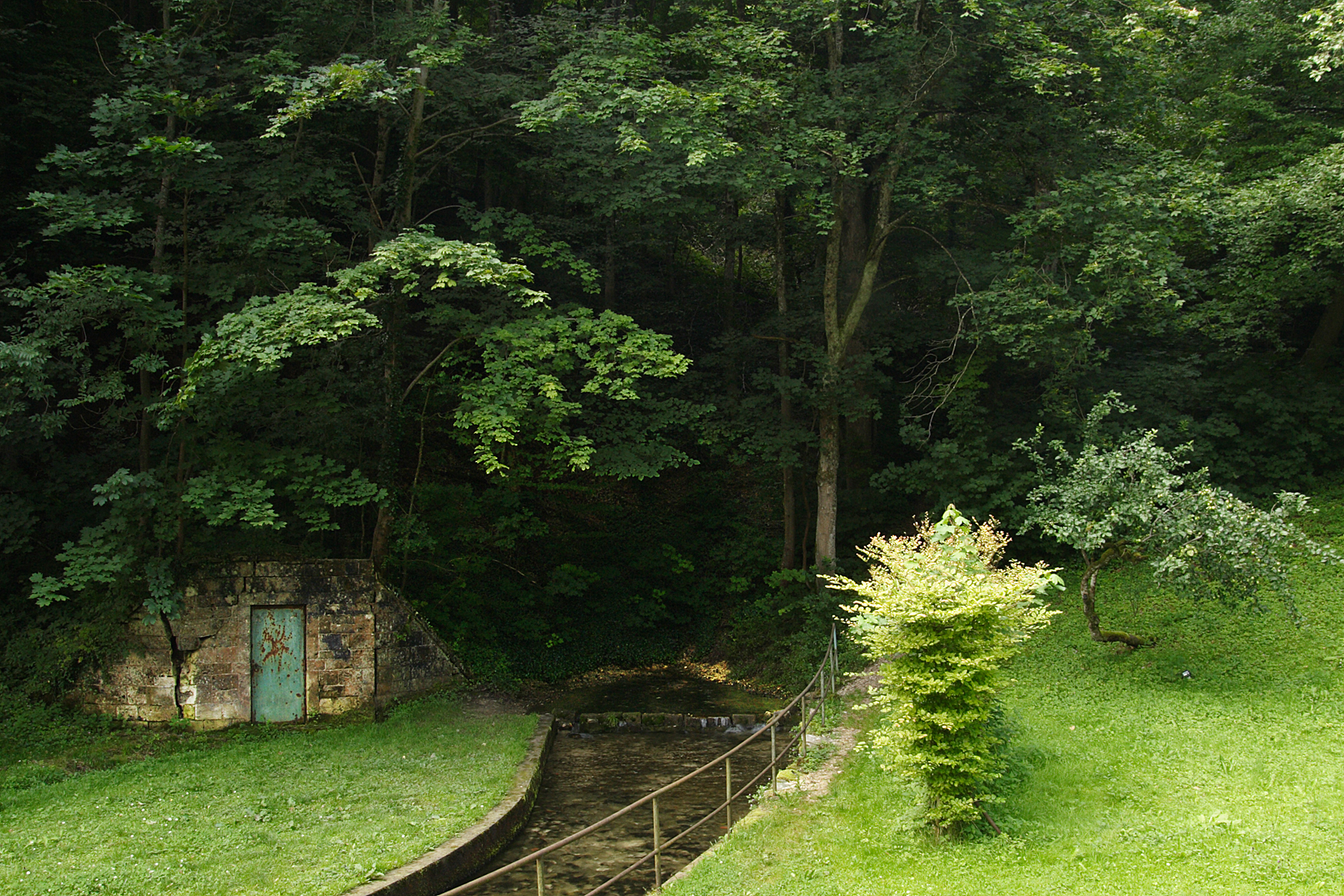
Karstquelle im „Schlattstaller“-Seitental. Steinhaus: Ehemalige Trinkwasser-Brunnenstube (Schwarze Lauter)
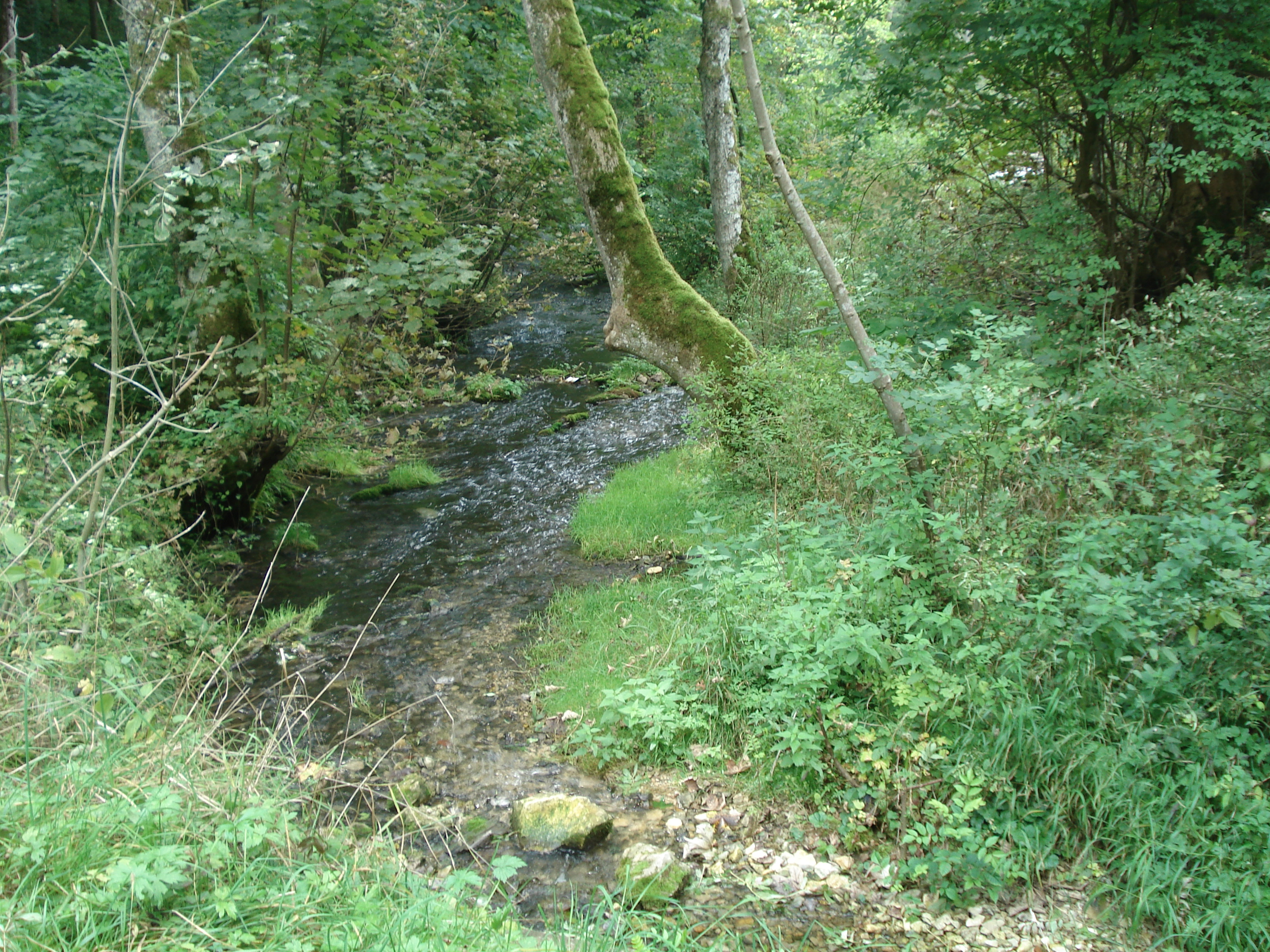
Lauterursprung, Karstquelle (Weiße Lauter)
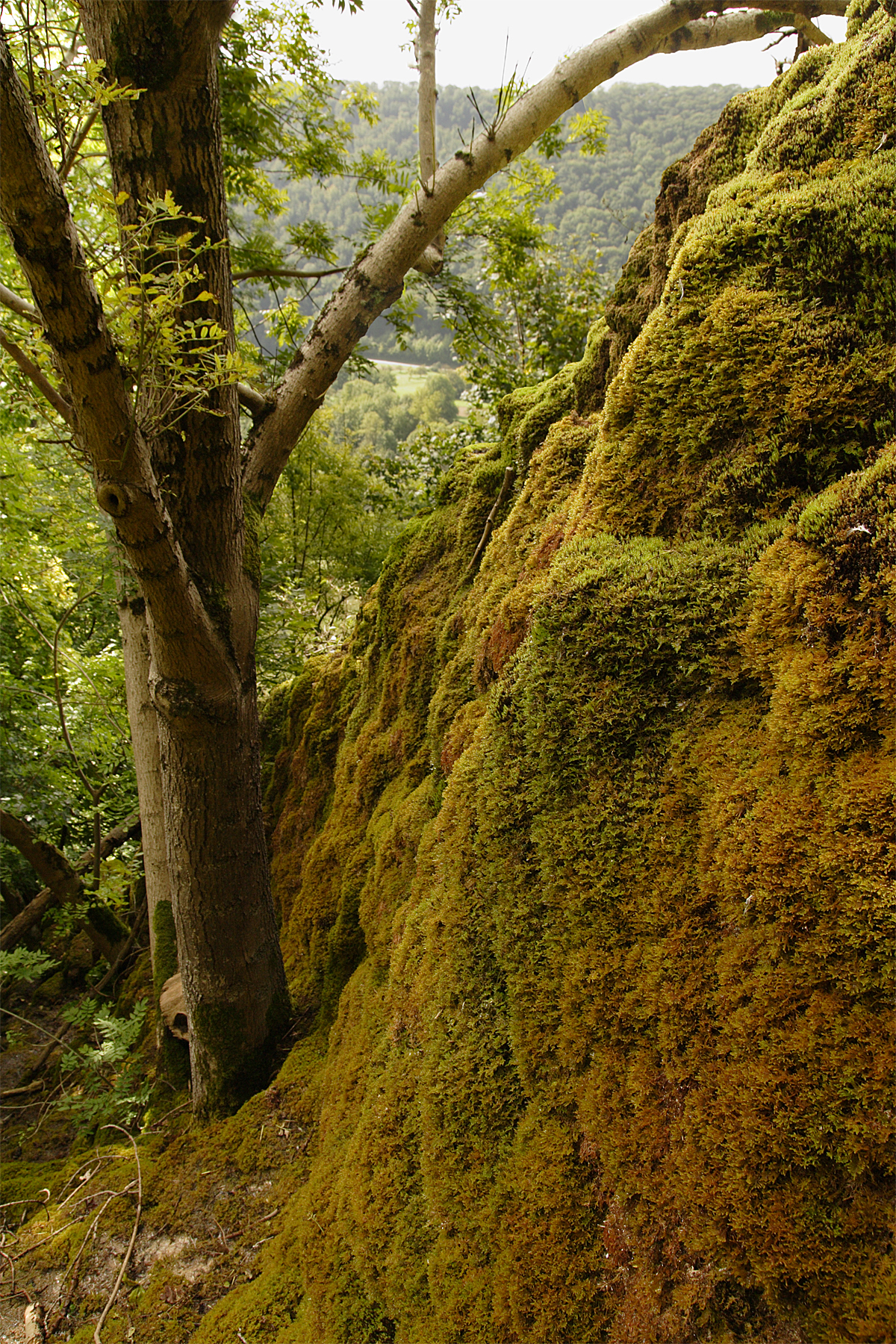
Langsam gewachsene Kalktuff-Struktur im Gewann „Rinnenwald“, einem bewaldeten Seitental der Oberen Lenninger Lauter
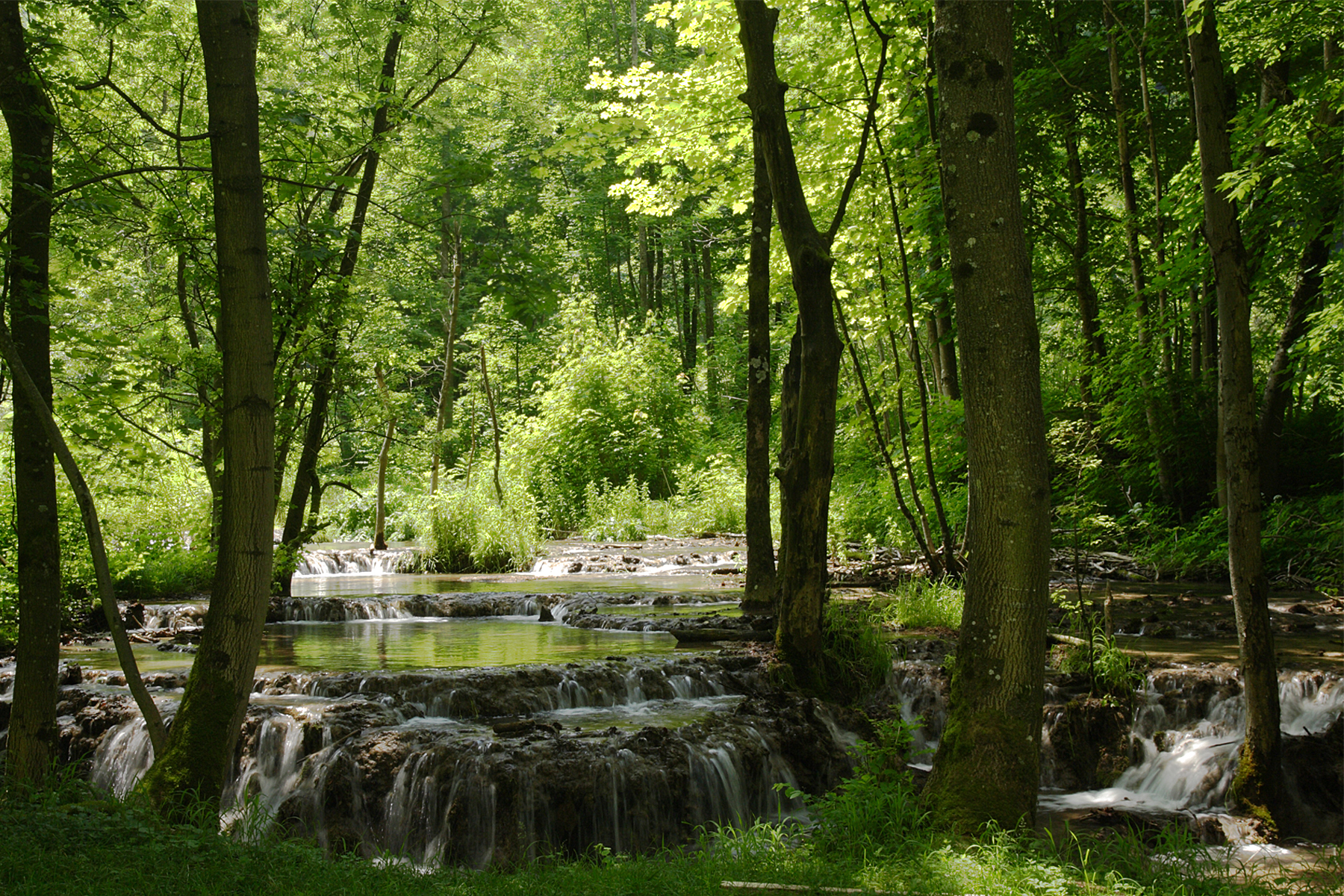
Kaltuffkreicher Donntalbach, im ersten Seitental der Weißen Lauter, im Naturschutzgebiet „Oberes Lenninger Tal mit Seitentälern“
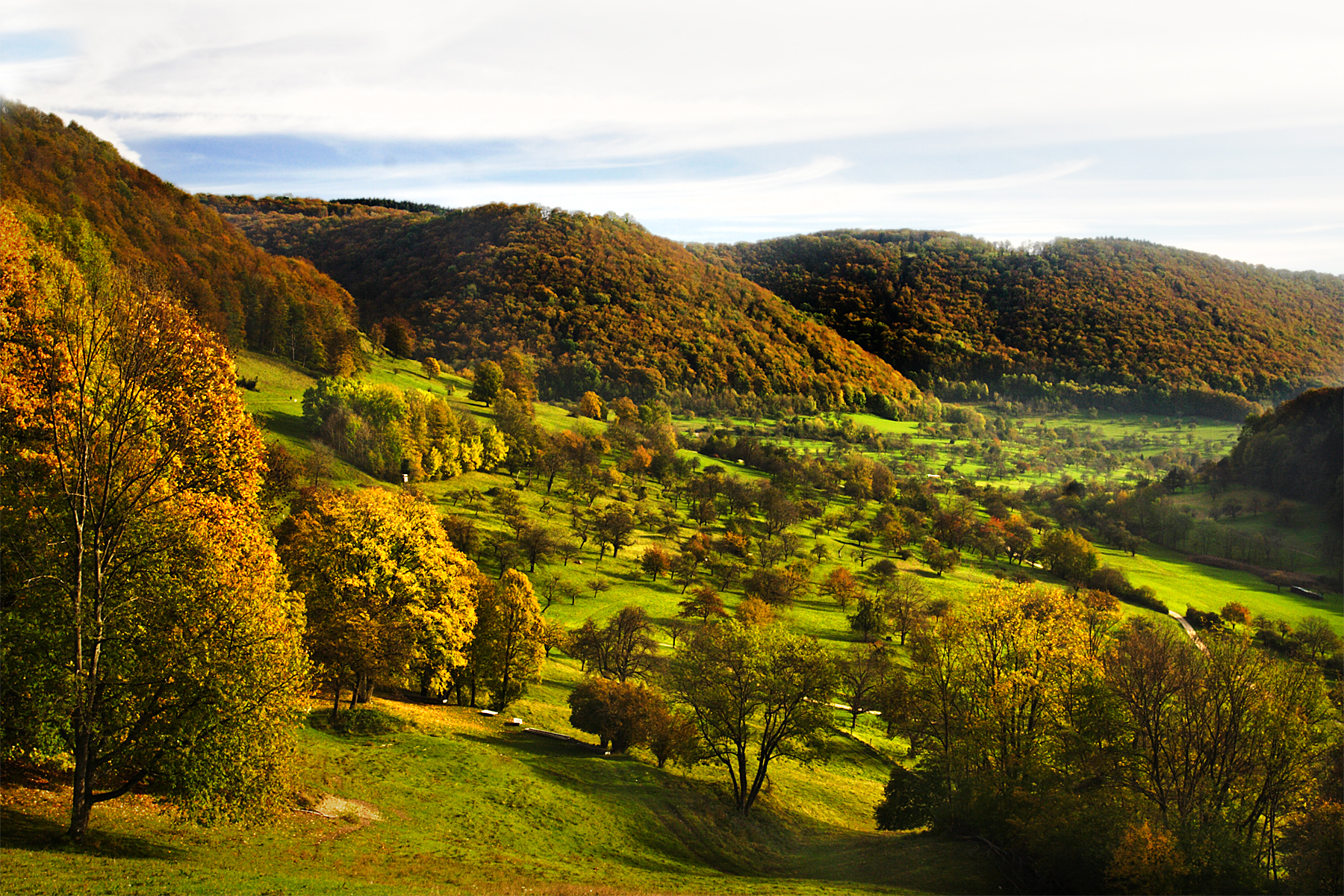
Streuobstwiesen auf den sanften Schutthalden des Albtraufs. Die Wiesen entwässern über den Bach des Weppachtals zur Lenninger Lauter

### LUBW
Amtliche Online-Gewässerkarte mit passendem Ausschnitt und den hier benutzten Layern: Lauf und Einzugsgebiet der Lauter

Allgemeiner Einstieg ohne Voreinstellungen und Layer: Daten- und Kartendienst der Landesanstalt für Umwelt Baden-Württemberg (LUBW) (Hinweise)
1. 1 2 3 4 5 6 7 8 9 10  Höhe nach blauer Beschriftung auf dem Hintergrundlayer Topographische Karte.
2. 1 2  Höhe nach dem Höhenlinienbild auf dem Hintergrundlayer Topographische Karte.
3. 1 2 3  Länge nach dem Layer Gewässernetz (AWGN).
4. 1 2 3 4  Einzugsgebiet aufsummiert aus den Teileinzugsgebieten nach dem Layer Basiseinzugsgebiet (AWGN).
5. ↑  Einzugsgebiet nach dem Layer Basiseinzugsgebiet (AWGN).
6. 1 2 3 4 5 6 7 8 9 10 11 12 13  Einzugsgebiet abgemessen auf dem Hintergrundlayer Topographische Karte.
7. ↑  Schutzgebiete nach den einschlägigen Layern, Natur teilweise nach dem Layer Biotop.

### Andere Belege
1. ↑  Hansjörg Dongus: Geographische Landesaufnahme: Die naturräumlichen Einheiten auf Blatt 171 Göppingen. Bundesanstalt für Landeskunde, Bad Godesberg 1961. → Online-Karte (PDF; 4,3 MB)
2. ↑  Deutsches Gewässerkundliches Jahrbuch Rheingebiet, Teil I 2009 Landesanstalt für Umweltschutz Baden-Württemberg, S. 114, abgerufen am 7. März 2021 (PDF, deutsch).